# Meißner Buchstabenstein

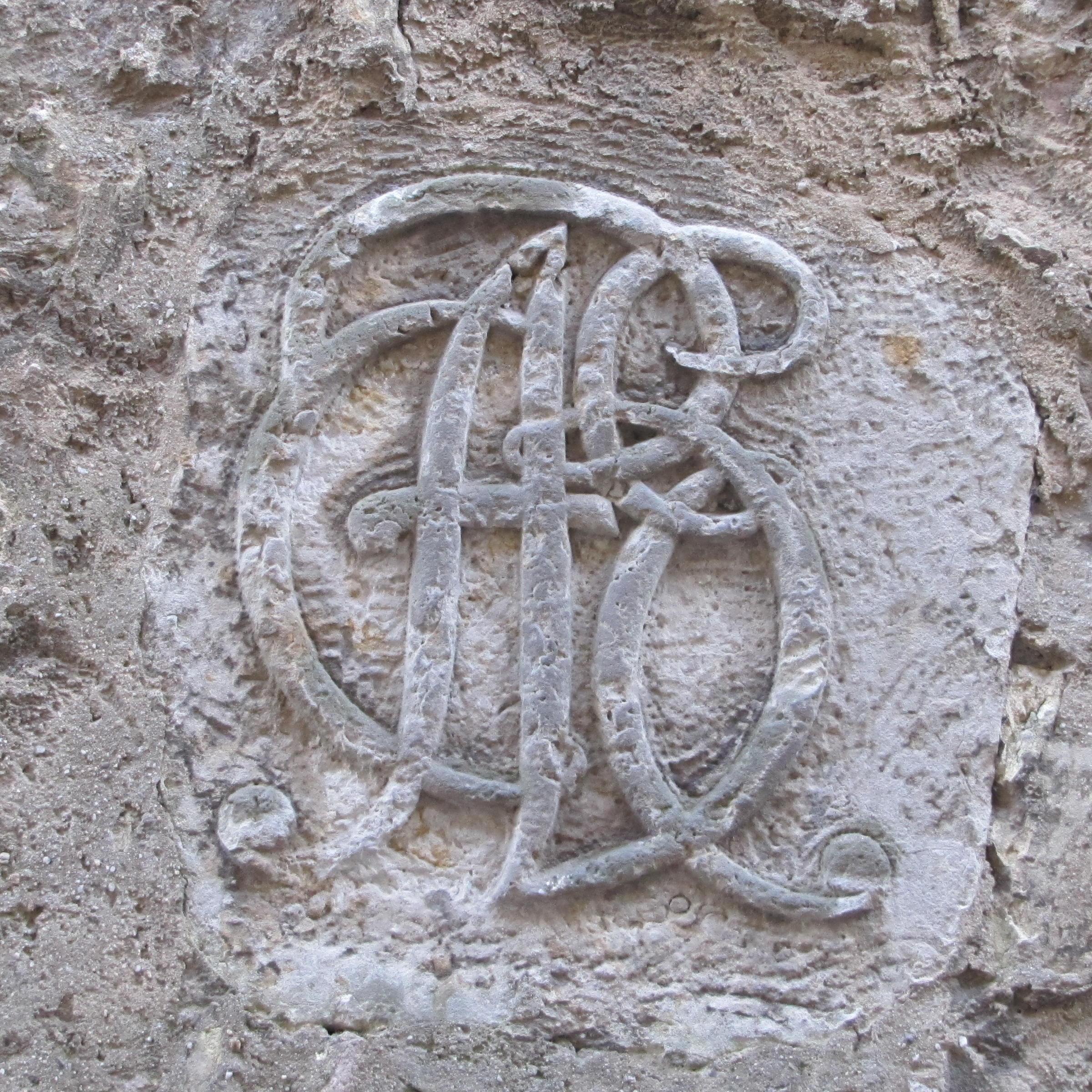
Der Buchstabenstein in Meißen

Der Buchstabenstein in der Meißner Altstadt ist ein barockes Relief eines Monogramms aus dem 17. Jahrhundert.

## Geschichte
Beim Meißner Buchstabenstein soll es sich um einen früheren Torschlussstein handeln, der wohl gegen 1690 geschaffen wurde. Er ist mittlerweile an der östlichen Futtermauer des Anwesens Freiheit 10 eingebettet. Diese steht am Meißner Seelensteig, der zur Superintendentur des Kirchenbezirkes Meißens und zum Sankt Afra hinaufführt.
Das 39 mal 43 Zentimeter und aus Sandstein bestehende Relief zeigt ein barockes Monogramm der ineinander verschlungenen Anfangsbuchstaben des Alphabetes A, B, C und D. Hierbei wird angenommen, dass der Buchstabenstein als Andenken an das für Luthers Bibelübersetzung verwendete Meißner Kanzleideutsch entstand. Alternativ werden auch die Anfangsbuchstaben  der Namen der damaligen Eigentümer des Grundstückes – der kurfürstliche Beamte Johann Christoph Beyer und seine Frau Anna Elisabeth Beyer – A, B, C und E vermutet.
Die Gesamtstruktur der vier ineinander verflochtenen Buchstaben des Reliefs erlaubt wiederum das Herauslesen jedes Einzelbuchstabens des Lateinischen Alphabetes. Hierbei muss berücksichtigt werden, dass zur Entstehungszeit noch nicht zwischen den Buchstaben I und J unterschieden wurde.

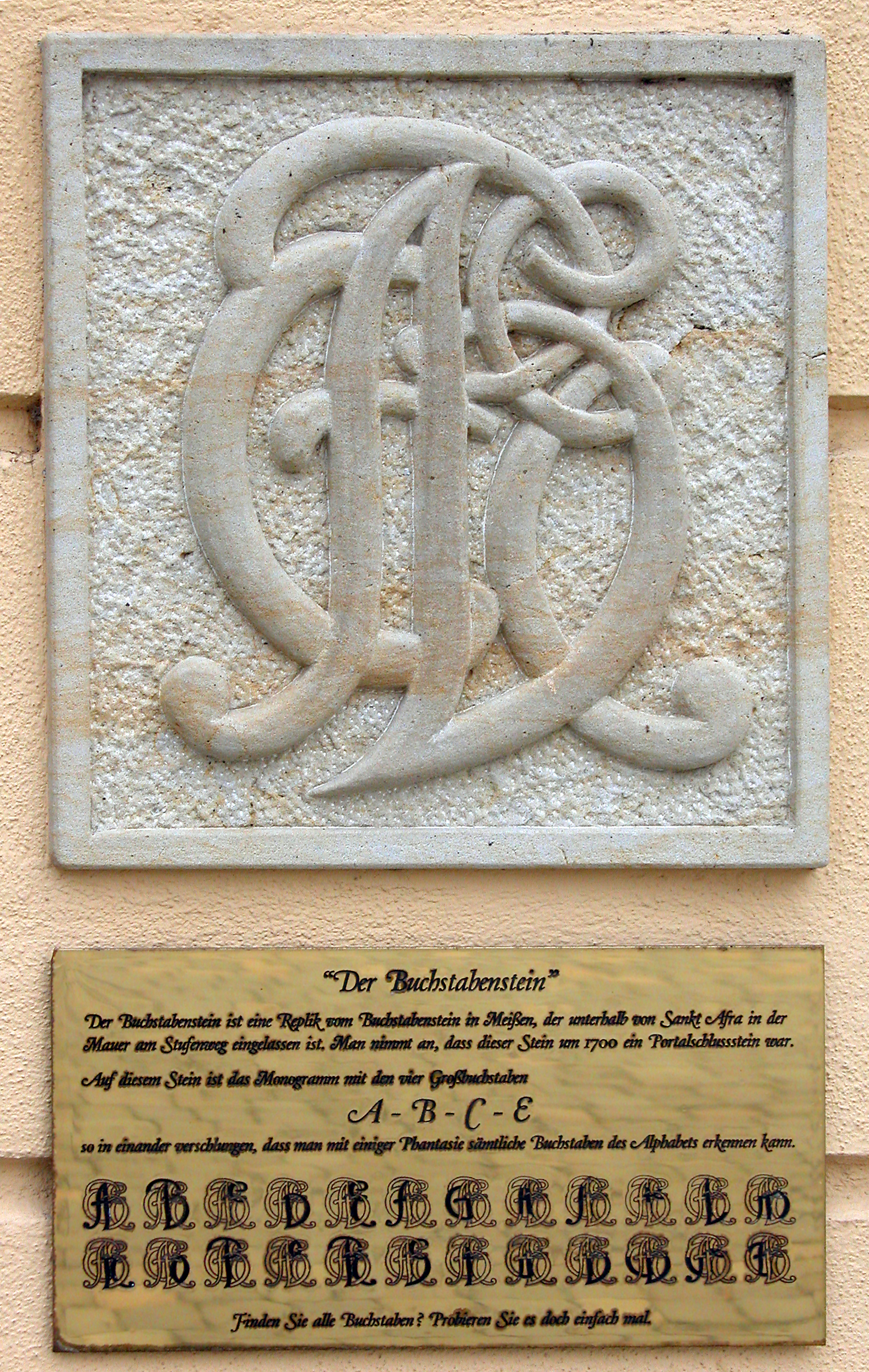
Replik am Dresdner Hôtel de Saxe mit Hilfe zum Finden der Buchstaben

## Repliken
Eine vereinfachte Replik wurde 2006 in die Fassade des Hôtel de Saxe am Dresdner Neumarkt integriert. Die 35 mal 35 Zentimeter große Kopie wird auch als Lutherstein bezeichnet.